# Estação Santiago Bernabéu

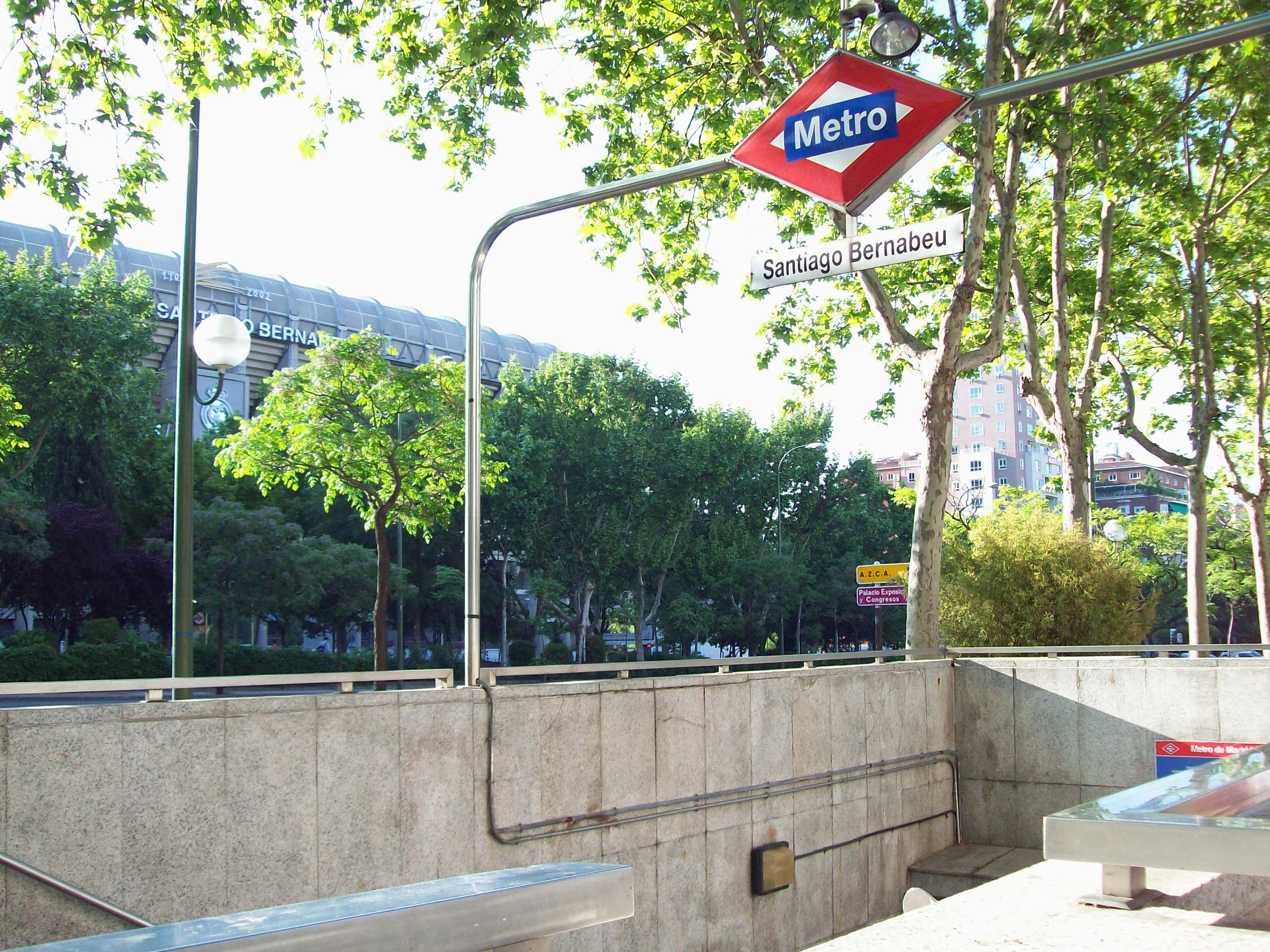
Estação Santiago Bernabéu.

Santiago Bernabéu é uma estação da Linha 10 do Metro de Madrid. A estação foi aberta ao público em 10 de junho de 1982, três dias antes do início da Copa Mundial de Futebol de 1982.